# Ариха (Сирия)
Ариха (на арабски: أريحا, наричан още Риха, на арабски: ريحا) е град в северозападната част на Сирия, в мухафаза Идлиб. През него преминава река Оронт. По данни на централното бюро по статистика населението му към 2004 година е 39 501 души.

## История

### Гражданска война в Сирия
По време на гражданската война в Сирия, градът е сцена на сраженията между правителствената армия и терористите. На 24 август 2013 година терористите завладяват града, на 3 септември правителствените сили си възвръщат контрола над града.